# Svenska Alliansmissionen
Svenska Alliansmissionen är ett svenskt trossamfund med rötter i 1800-talets nyevangeliska väckelse. Samfundets huvudsakliga förankring är i Jönköpings län.
År 2009 hade samfundet 13 448 medlemmar i 167 svenska församlingar och bedrev utlandsarbete i ett femtontal andra länder.

## Historik
Svenska Alliansmissionen har sina rötter i 1800-talets nyevangeliska väckelse, främst i Jönköpings och angränsande län. En av dess förgrundsgestalter var Per Magnus Elmblad som 1836 blev präst i Kristine kyrka i Jönköping. Där inbjöd han bland annat till bibelförklaringar, varvid en "väckt" grupp bildades. Elmblad blev snart förflyttad och var senare aktiv inom Evangeliska Fosterlandsstiftelsen (EFS). 
Den väckta gruppen i Jönköping fortsatte att träffas i hemmen trots konventikelplakatet, som förbjöd religiösa sammankomster utan medverkan av präst. År 1853 bildades Jönköpings Traktatsällskap med läroverksadjunkten Knut Wilhelm Almqvist som ordförande, där målsättningen var att sprida evangeliska traktat. I denna organisation anställdes först Carl-Johan Lindberg och sedan Svenning Johansson som kolportörer. Efter tre år blev Thor Hartvig Odencrants sällskapets ordförande, en uppgift han innehade under 30 år fram till år 1886. Detta sällskap ombildades 1861, fortfarande med Odencrants i ledningen, till Jönköpings Missionsförening, där verksamheten främst inriktades på att sända lekmannapredikanter till olika biträdesföreningar. Dessutom förmedlade föreningen insamlade medel, bland annat från syföreningar, som främst fördelades till internationella projekt som drevs av Evangeliska Fosterlandsstiftelsen och Svenska missionsförbundet. På landsbygden bildades efterhand lokala biträdesföreningar, som tog emot resepredikanter från Jönköpingsföreningen och samlade medel till den missionsverksamhet som Jönköpings Missionsförening rekommenderade. Ett vanligt sätt att samla in pengar till missionen var att den lokala syföreningen anordnade missionsauktioner, där kvinnornas handarbeten såldes, dessa hölls som regel på våren.  
År 1860 byggdes Gamla missionshuset, Jönköpings första missionshus, med plats för omkring 1.000 personer. Detta användes främst för föreningens fyra kvartalsmöten, som hölls i anslutning till Jönköpings marknadsdagar, i januari, mars, maj och oktober. Dessa samlingar lockade många besökare från ett område på flera mils avstånd från staden, varför missionshuset snart upplevdes för litet. År 1876 byggdes därför Stora missionshuset vid Odengatan/Målargatan på Öster i Jönköping, med plats för omkring 3.000 personer. 
Antalet resepredikanter utökades efter hand och dessa besökte ett allt större område, förutom Småland även Västergötland och Östergötland. År 1886 blev pastor Karl Palmberg ordförande för Jönköpings Missionsförening. Palmberg, komminister i Månsarps församling, var en erkänd folktalare och samlade stora lyssnarskaror. Efter hand byggdes allt fler missionshus av de lokala biträdesföreningarna, att användas för möten när resepredikanten kom på besök, men också för missionsauktioner. Karl Palmberg var en populär talare när lokala missionshus skulle invigas. 
I dessa missionshus bildades lokala missionsföreningar, ibland ortens första förening, med styrelse, kassa och protokoll. En del missionsföreningar anslöt sig som biträdesförening till Jönköpings missionsförening, andra till Svenska missionsförbundet, medan vissa åter anslöt till båda. Till en början hade dessa föreningar inga anställda predikanter, men efter hand som ekonomin tillät anställdes kretspredikanter eller ortspredikanter på större platser, varvid antalet resepredikanter efterhand minskade. 
I Jönköping bildades 1855 en Ynglingaförening, som bjöd in till bibelstudier, sångkörer och genomförde en rad olika arrangemang. Medlemmarna besökte varje vecka äldre människor för att dela ut och läsa tidningar, där man tog med förra veckans nummer för att dela ut på nästa ställe. Liknande föreningar bildades efterhand på andra platser inom Missionsföreningens verksamhetsområde. År 1892 bildades Jönköpingskretsens Ynglingaförbund av 18 lokala ynglingaföreningar, med främsta uppgift att i egen regi sända ut en missionär till Kina. På liknande sätt bildade flickorna jungfruföreningar, som också samverkade i gemensamt förbund. Pojkarnas och flickornas föreningar slogs efterhand samman och kallades då ungdomsföreningar. År 1907 bildades Jönköpingskretsens Ungdomsförbund, som samlade både pojkar och flickor, en organisation som från 1919 kallades Svenska Alliansmissionens Ungdomsförbund. 
Svensk-amerikanen Fredrik Franson, en välkänd världsevangelist, besökte flera gånger Sverige. Genom den amerikanska organisationen Scandinavian Alliance Mission åtog han sig uppgiften att rekrytera 200 missionärer, främst till Kina. Han letade i första hand bland svenska invandrare i USA, men Franson besökte även Europa och Sverige för att inspirera för mission och rekrytera missionärer. Genom korta utbildningar lockade Franson flera svenska ungdomar att bli missionärer. För att ordna understöd åt dessa Fransonska missionärer bildades 1900 i Jönköping föreningen Skandinaviska Alliansmissionen i Sverige, med anknytning till Jönköpings Missionsförening och Jönköpingskretsens Ynglingaförbund. Antalet missionärer som underhölls av denna förening utökades och engagemanget för missionsarbete, främst i Kina, Indien och Södra Afrika växte snabbt. Ordförande för Skandinaviska Alliansmissionen var kyrkoherde Sven Emil Hagberg i Sandseryd. 
År 1919 bildades Svenska Alliansmissionen genom att Jönköpings Missionsförening, Skandinaviska Alliansmissionen och Ungdomsförbundet gick samman. Detta var ett naturligt steg, då de tre organisationerna hade sina rötter i samma nyevangeliska väckelse och i huvudsak engagerade samma personer.
Svenska Alliansmissionen utvecklades därefter från att ha varit en inomkyrklig missionsorganisation till ett frikyrkosamfund. Arvet från väckelsen lever vidare igenom evangelisation och mission. Rörelsen har haft ett omfattande ungdomsarbete.

## Teologisk syn
Svenska Alliansmissionens teologi är tydligt kopplad till dess historiska arv. Inte minst har Svenska Alliansmissionen rötter från den lutherska statskyrkan som en inomkyrklig missionsförening, vilket bland annat gör sig känt genom Alliansmissionens praktiserande av barndop.
Alliansmissionens tidiga rötter har liksom stora delar av övriga väckelserörelsen använt sig av en typ av civil olydnad gentemot konventikelförbudet (1726–1856), det vill säga förbudet att samlas som religiös grupp utan någon närvarande präst.
En teologisk övertygelse som präglade Alliansmissionens rötter såväl som andra delar av väckelserörelsen var betoningen på den personliga omvändelsen och helgelsen. Predikan och förkunnelsen hade en central roll då man samlades i hemmen och missionshusen.
Alliansmissionen har hållit fast vid anselmska försoningsläran och har i allmänhet haft en mer konservativ bibelsyn.
Svenska Alliansmissionen influerades av andra delar av väckelserörelsen i Sverige, kanske främst efter att SAM utvecklades från en inomkyrklig missionsförening till ett frikyrkosamfund. Influensen av baptistisk doppraxis finns visserligen i Alliansmissionen och har så kallad ”dubbel doppraxis” även om dess rötter är tydligt förankrade i en luthersk teologisk syn.
Den ekumeniska rörelsen har gjort att Svenska Alliansmissionen idag främst har samarbete med andra frikyrkosamfund såsom Evangeliska Frikyrkan och Pingströrelsen.
Det mest tydliga exemplet på samverkan och den ekumeniska rörelsens influens, vilken Alliansmissionen är en del av, är troligtvis den gemensamma teologi och ledarutbildningen Akademi för Ledarskap och Teologi.